# TWiiNS
TWiiNS (conegudes anteriorment com a Tweens i Twice as Nice) és un duo eslovac de pop, integrat per les germanes bessones Daniela Jančichová i Veronika Nízlová (nascudes el 15 de maig, 1986 a Hronský Beňadik).
Van guanyar popularitat després d'haver representat al seu país en el Festival de la Cançó d'Eurovisió 2011 amb la cançó "I'm still alive", a més del llançament del seu senzill Boys, Boys, Boys, una versió de la cançó Boys (Summertime Love) de la cantant italiana Sabrina Salern.
El 2011, el duo va ser triat internament per la cadena STV amb la cançó "I'm still alive" per representar al seu país en el Festival d'Eurovisió celebrat a Düsseldorf, Alemanya. Finalment, la cançó, que va competir en la segona semifinal, va obtenir el 13° lloc amb 48 punts, quedant fora de la final. A més del seu pas per Eurovisió 2011, van formar part del cor de Tereza Kerndlová a la competició Eurovisió 2008 amb la cançó Have some fun per la República Txeca.
El 15 de maig de 2010, Daniela Nízlová (ara Jančichová) va contreure matrimoni amb el manager de TWiiNS, Braňo Jančích

## Discografia
- Máme Čas (2001)
- Láska Chce Viac (2005)
- Compromise (2009)